# Pehr Hörberg
Pehr Hörberg (31. januar 1746 på Öfre Ön i Småland – 24. januar 1816 på Falla i Östergötland) var en svensk historie- og genremaler.
Først i 37-årsalderen kom han til Stockholm for at uddanne sig i kunst på Akademiet; forinden havde han ernæret sig på landet som "häradsmålare" og bonde, men havde dog i den tid fået lejlighed til at male billeder med alskens emner: landskaber, dyrebilleder, religiøse arbejder et cetera. Også efter akademiopholdet bevarede hans kunst for en stor del autodidaktstempelet.
Når Hörberg dog værdsættes så højt i svensk kunst, ligger det i, at han i flere retninger var en genial forløber for senere tider: hans tegninger med nordiske emner kom længe før Göte-bevægelsen, flere af hans religiøse billeder indeholder skildringer af genremæssig folkelivskarakter, ligesom han også selv tog bondegenren op i selvstændige fremstillinger ("Rygende gubbe" med flere).
Endelig var Hörberg på kolorittens område en enlig svale i en tidsalder, hvor den plastiske interesse beherskede malerkunsten: mange af hans billeder, i farveholdning beslægtede med de gamle hollændere, er udførte med stor malerisk evne, sans for clairobscur og perspektivisk virkning. Tidens smag bar ham hen imod det religiøse og antik-mytologiske billede, hvis klassiske formsprog han dog ikke magtede (Leda, Alexander og Porus).
En stor mængde alterstykker af Hörberg findes spredte om særlig i Småland, Östetgötland, Halland, Södermanland og Närke; bekendte er især Korsfæstelse i Närpes Kirke i Österbotten, Christi Himmelfart (Östra Husby Kirke) og Christus helbreder Syge i Virestad, et stort billede med portrætter af samtidige sognebeboere, i hvilket Hörberg, som også ofte ellers i sin religiøse kunst, har anslået strenge, der forstodes og vurderedes af almuen.
Alsidig som Hörberg var, har han også forsøgt sig i portrætkunst, i freskoteknik (freskobillederne med Titankampe i orangerihuset på Finspång), i ætsning, træskæring, modellering, musikkomposition samt litterær virksomhed (Målarenöjen 1804). 1796 blev han Akademimedlem. Nationalmuseet i Stockholm ejer mange af hans kirkelige arbejder, også et par bondelivsbilleder.